# Mesochorus interstitialis
Mesochorus interstitialis là một loài tò vò trong họ Ichneumonidae.